# Jan-Olov Nässén
Jan-Olov Nässén (ur. 8 grudnia 1957) – szwedzki curler. Występował w barwach we Frösö-Oden i Östersunds Curlingklubb.
Nässén jako trzeci w drużynie Thomasa Norgrena triumfował w sezonie 1988/1989 w rozgrywkach Elitserien. Zawodnicy z Östersund uczestniczyli w Mistrzostwach Świata 1989, w rundzie grupowej zajęli 2. miejsce. Przegrywając półfinał 3:4 przeciwko Kanadzie (Pat Ryan) zdobyli brązowe medale.
Jan-Olov w sezonie 1993/1994 był kapitanem drużyny i ponownie wygrał najwyższe ligowe rozgrywki w kraju. Szwedzi w Round Robin Mistrzostw Świata 1994 wygrali 5 z 9 spotkań i o awans do fazy play-off musieli rywalizować w barażu z Amerykanami (Scott Baird). Wynikiem 6:4 zakwalifikowali się do półfinału, w którym pokonali 6:4 Szwajcarów (Markus Eggler). W finale Europejczycy ulegli 2:3 Kanadyjczykom (Rick Folk). Rok później był rezerwowym w zespole Petera Lindholma, który występował w czempionacie globu. Jan-Olov Nässén nie wystąpił w żadnym meczu, a Szwedzi zostali sklasyfikowani na 7. miejscu.
Pełnił funkcję trenera kobiecej reprezentacji Szwecji na Mistrzostwach Europy 1996 i Mistrzostwach Świata Juniorek 1999, w pierwszym z tych turniejów jego podopieczne (Elisabet Gustafson) zdobyły srebrne medale. W latach 1997–1999 był członkiem zarządu Szwedzkiej Federacji Curlingu.

## Drużyna
|           | Czwarty         | Trzeci          | Drugi            | Otwierający      |
| --------- | --------------- | --------------- | ---------------- | ---------------- |
| 2008/2009 | Jan-Olov Nässén | Anders Lööf     | Mikael Ljungberg | Leif Sätter      |
| 2002/2003 | Jan-Olov Nässén | Anders Lööf     | Mikael Ljungberg | Leif Sätter      |
| 1993/1994 | Jan-Olov Nässén | Anders Lööf     | Mikael Ljungberg | Leif Sätter      |
| 1988/1989 | Thomas Norgren  | Jan-Olov Nässén | Anders Lööf      | Mikael Ljungberg |